# Анджело, тиран Падуанский (пьеса)
«А́нджело, тира́н Падуа́нский» (фр. Angelo, tyran de Padoue) — романтическая драма в прозе в четырёх действиях (или днях) французского писателя Виктора Гюго, написанная в феврале 1835 года. Премьера состоялась в театре «Комеди Франсэз» 28 апреля 1835 года, опубликована пьеса впервые была в том же году.

## Влияние в мировой культуре
В 1837 году итальянский композитор Саверио Меркаданте написал «Клятву», первую оперу по «Анджело, тирану Падуанскому». Место и время действия перенесены в средневековую Сицилию, в качестве побочной сюжетной линии добавлен военный конфликт. Написанная по мотивам пьесы опера Генри Хью Пирсона «Контарини» репетировалась в Парижской опере в 1870 году, но была отменена из-за начала Франко-прусской войны и поставлена два года спустя в Гамбурге; в переработанном виде эта опера получила название «Фениче» (итал. Fenice) и была поставлена в Дессау в 1883 году, спустя 10 лет после смерти композитора, воспринимаясь как традиционалистский протест против оперной реформы Рихарда Вагнера. В 1876 году русский композитор Цезарь Антонович Кюи написал оперу «Анджело» на сюжет этой драмы Гюго. В 1876 году состоялась премьера оперы Амилькаре Понкьелли «Джоконда» на тот же сюжет; в нём главная героиня Тисбе переименована в Джоконду, а действие из Падуи перенесено в Венецию, но основные сюжетные ходы оставлены неизменными. Опера имела большой успех, и Понкьелли даже провозгласили «наследником Верди».

## Экранизации
- 1920 — кинофильм «Анджело», Россия, не сохранился (согласно разным источникам, указывающим разную информацию, фильм снят или по мотивам этой драмы Гюго, или по мотивам поэмы А. С. Пушкина «Анджело»), режиссёр: Михаил Нароков, в главной роли: Олег Фрелих.
- 1946 — кинофильм «Тиран Падуанский» (ит. Il tiranno di Padova), Италия, режиссёр Макс Нойфельд, в ролях: Карло Ломбарди (Анджело Малипьери), Клара Каламаи (Тизбе), Эльза Де Джорджи (Катарина), Альфредо Варелли (Родольфо).

## Постановки
- 1995 — «Анджело, тиран Падуанский». Курский государственный драматический театр им. А. С. Пушкина. Режиссёр-постановщик — н.а. РФ Ю.Бурэ, (Анджело — з.а. РФ С.Симошин, Катарина — з.а. РФ О.Яковлева).
- 1998 — «Любовь и Ненависть» («Анджело, тиран Падуанский»). Кишинёвский государственный русский театр им. А. П. Чехова. Режиссёр-постановщик — Бэно Аксёнов, сценография — Стефана Садовникова, музыкальное оформление — Артура Аксёнова, в ролях Владимир Шишов (Анжело), Любовь Рыбалко (Тизбе), Татьяна Бондарь (Катарина), Юрий Андрющенко (Родольфо), Михаил Миликов (Омодея), Пётр Пейчев (Анафесто), Олег Бондарь (Орфео), Вера Марьянчик (Реджинелла), Нина Пятых (Дафне).
- 2009 — «Анджело, тиран Падуанский» (фр. Angelo, tyran de Padoue). Авиньонский фестиваль, режиссёр Кристоф Оноре, в ролях: Марсиаль Ди Фондзо Бо (Анджело Малипьери), Клотильда Эм (Тизбе), Эмманюэль Девос (Катарина)[2].
- 2014 г. — «Анджело — тиран Падуанский». Студенческий театр «ДОМ» (г. Днепр).